# Три с половиной дня из жизни Ивана Семёнова, второклассника и второгодника
«Три с половиной дня из жизни Ивана Семёнова, второклассника и второгодника» — советский фильм 1966 года, снятый в Перми по мотивам книги Льва Давыдычева «Многотрудная, полная невзгод и опасностей жизнь Ивана Семёнова, второклассника и второгодника» (на обложках большинства изданий название сокращено до «Жизнь Ивана Семёнова»).

## Описание сюжета
Советский школьник Иван Семёнов — самый несчастный человек на свете, потому что он не любит учиться. Все окружающие пытаются хорошо повлиять на него, но постоянно вмешивается бабушка, балующая его. А ещё он — неутомимый фантазёр и мечтатель и постоянно попадает во множество историй.
Фильм начинается, когда Иван играет с детьми в «космонавта» — садится в бочку в картонном скафандре и «взлетает» вверх с помощью верёвки и лебёдки, а также с шумовыми и дымовыми эффектами. Спасают его пожарные.
День первый — Иван просыпается и идёт в школу, по дороге передразнивая прохожего-заику и сидящую за окном кошку. В школе прикидывается заикой, пока учительница не ставит ему 5+. Учительница знакомит класс с Аделаидой из 4-го класса — «буксиром» для Ивана. После урока Иван затевает драку с лучшим другом Колькой. В учительской Иван имел тяжёлый разговор с учительницей и решил притвориться лунатиком. Аделаида и ещё несколько детей решают проверить, ходит ли ночью Иван-лунатик по крышам, и в поздний час отправляются к его дому. Милиционер, увидев школьников разгуливающими вне дома в неположенное ночное время, разгоняет их по домам.
День второй — после уроков дети играют в шпионов. Иван в шляпе и чёрных очках «убивает» из деревянного пистолета сторожа и убегает. Дети пытаются поймать его, Иван забегает в подъезд, случайно попадает в незапертую квартиру и прячется под стол. За ним в комнату входят двое взрослых и ведут явно шпионские беседы, положив всамделишный пистолет на стол. Иван хватает пистолет и пытается задержать шпионов, но пистолет не стреляет, а шпионы оказываются артистами, репетирующими шпионскую пьесу. Иван вновь убегает, но «убитый» сторож берёт его в плен и отводит в школу. Там Аделаида пытается заставить его учить уроки, но когда у неё ничего не получается, она говорит: «Выучишь уроки сам — либо завтра я перед всей школой объявляю тебя УО — умственно отсталым». Вечером Иван пытается учить уроки, «Лень-матушка» его отговаривает, но он терпеливо сделал все домашние задания.
День третий — Иван впервые в жизни проснулся сам, без помощи бабушки, разжёг плиту и поставил чайник на огонь. Бабушка, увидев это, страшно на него обиделась: «Я что, совсем теперь не нужна?» Иван идёт в школу, никого не дразнит, в зеркале себе корчит всего одну рожицу. Несмотря на выученные уроки, его ни разу не спросили, не вызвали к доске. Обидевшись, он бежит хулиганить на перемене, топит в луже фуражку Кольки, а затем, при попытке достать фуражку, бросает в луже и самого Кольку. Впервые в этой сцене ему стыдно. Домой Иван возвращается с Аделаидой. Дома обиженная бабушка изображает тяжело больную. Аделаида с Иваном готовят больной бабушке обед, от чего бабушка ещё больше на них обижается.
День четвёртый — бунтующая бабушка впервые не разбудила Ивана. Он спешно одевается, бежит в школу и кричит «Опоздал!». Проезжавший мимо на мотоцикле с коляской милиционер сажает его в коляску: «Не люблю, когда опаздывают». Милиционер с Иваном уезжают в сторону школы.

## В ролях
| Актёр                     | Роль                       |
| ------------------------- | -------------------------- |
| Владимир Воробей          | Иван Семёнов               |
| Елена Калашникова         | Аделаида                   |
| Борис Ихлов               | Колька Веткин              |
| Маргарита Уткина          | Анюта                      |
| Саша Бабушкин             | Пашка                      |
| Слава Митянин             | Алик                       |
| Вера Масалова (Георгиева) | учительница Анна Антоновна |
| Алла Ладнова              | мама                       |
| Эмиль Мухин               | папа                       |
| Соколова                  | бабушка                    |
| Шахин                     | милиционер                 |
| Козлов                    | сторож                     |
| З. Пепеляева              | Лень-матушка               |
| Вячеслав Расцветаев       | артист-шпион               |
| Дмитрий Шилко             | артист-шпион               |
| Виктор Викторов           | директор школы             |
| Константин Березовский    | заика, "менистр"           |

## Награды[1]
- Гран-при (среди детских фильмов) Первого Всесоюзного фестиваля телевизионных фильмов (1966).
- Владимир Воробей получил приз за лучшее исполнение детской роли на том же фестивале.

## Производство
Данный фильм стал единственным художественным фильмом Пермской студии телевидения. После того, как фильм возымел успех, студия начала готовиться к съёмкам фильма «Капризка» (по книге другого пермского писателя Владимира Воробьёва «Капризка — Вождь Ничевоков»), но по разным причинам съёмки не состоялись. После того, как фильм получил Гран-при в Киеве, его продали 37 странам.
Все актёры фильма были из Перми. Детей-актёров на роли утверждал лично автор книги Лев Давыдычев, который сам написал для фильма сценарий. Отбор детей был произведён за год до начала съёмок, потому что, поскольку они не имели актёрского опыта, то режиссёр Константин Березовский решил заранее подготовить их к съёмкам. Сначала из 500 ребят отбор прошли 180, затем 80. Остальные отсеялись уже во время занятий, которые в течение года четырежды в неделю проводились на Пермской телестудии. Полученные навыки дети закрепляли путём того, что играли в тамошних телеспектаклях. В их числе был телеспектакль «Незнайка в Цветочном городе». Сам Владимир Воробей играл Незнайку, Борис Ихлов — Знайку, Лена Калашникова — Медуницу, Саша Бабушкин — Винтика.
Бюджет фильма составил 33 тысячи советских рублей, что было в 7 раз дешевле фильмов, создаваемых в то время на крупных киностудиях страны.

## Факты
В 2003 году в Перми установлен памятник «Ивану Семёнову, второкласснику и второгоднику» в сквере Театра кукол.

## Судьба юных актёров
Исполнитель главной роли Владимир Воробей окончил филфак Пермского университета, уезжал в Москву, но потом вернулся в Пермь.
После премьеры Владимира постоянно дразнили, но не Иваном Семёновым и не УО, а «Б-э-э-з сиропа».
В 1972 году режиссёр Андрон Михалков-Кончаловский утвердил Владимира Воробья на роль младшего брата главного героя в фильме «Романс о влюблённых», однако Владимир отказался из-за экзаменов в школе. Окончил Пермский госуниверситет, работал директором студенческого клуба. С 2006 г. — генеральный директор Пермского Дворца культуры имени Солдатова.
Елена Николаевна Калашникова преподавала политэкономию в Пермском политехническом институте. Умерла в мае 2007 года, не дожив нескольких месяцев до 50 лет.
Борис Лазаревич Ихлов — журналист и политик (радикал коммунистического толка, в 1989 г. был задержан милицией за участие в митингах), возглавляет Пермский рабочий союз. Автор книг «Очерки современного рабочего движения на Урале» (Пермь, 1994) и «Восстание элит».

## Новая версия фильма
В 2013 году в Перми решили вновь экранизировать книгу Льва Давыдычева «Многотрудная, полная невзгод и опасностей жизнь Ивана Семёнова, второклассника и второгодника». Съёмки фильма организуют Пермский региональный фонд детского и юношеского кино и киностудия «Новый курс». Кастинг детей проводился Константином Березовским в июне 2013 года в пермском ДК им. А. Г. Солдатова. О кастинге детей на роли в этой картине был снят фильм, который вместе с другими короткометражками вышел под общим названием «Пермь: признание в любви». Владимир Воробей, исполнитель роли Ивана Семёнова в экранизации 1966 года, принял участие в работе и над новым фильмом — в качестве сопродюсера и исполнителя роли дедушки. На роль бабушки планировалось пригласить Светлану Пермякову, которая выразила своё согласие поучаствовать в съёмках. Также планировалось пригласить и остальных актёров из оригинального фильма. В связи со смертью Березовского в 2016 году, съемки начались только в 2021 году с новым режиссёром Антоном Богдановым. В главной роли Рома Погорелов.